# Llista de les versions de Microsoft Windows
Aquí hi trobareu la llista i informació de moltes de les versions de Microsoft Windows, un sistema operatiu desenvolupat per Microsoft.

## Versions de clients
Les versions de client de Windows són els Windows que es poden instal·lar als ordinadors personals (ordinadors de sobretaula, portàtils i estacions de treball) o adquirit amb aquests ordinadors.
| Nom                         | Data llançament  | Versió  | Edicions | Latest build              |
| --------------------------- | ---------------- | ------- | --- | ------------------------- |
| Windows 10                  | 29 Juliol 2015   | NT 10.0 | - Windows 10 Home - Windows 10 Pro - Windows 10 Pro Education - Windows 10 Enterprise - Windows 10 Enterprise LTSB - Windows 10 Education - Windows 10 Mobile - Windows 10 Mobile Enterprise - Windows 10 IoT Core - Windows 10 IoT Enterprise - Windows 10 IoT Mobile Enterprise Vegeu Edicions de Windows 10 | 19042 (October 10 update) |
| Windows 8.1                 | 17 Octubre 2013  | NT 6.3  | - Windows 8.1 - Windows 8.1 Pro - Windows 8.1 Enterprise | 9600 (April 8 update)     |
| Windows 8                   | 26 Octubre 2012  | NT 6.2  | - Windows 8 - Windows 8 Pro - Windows 8 Enterprise - Windows 8 OEM Vegeu Edicions de Windows 8 | 9200                      |
| Windows 7                   | 22 Octubre 2009  | NT 6.1  | - Windows 7 Starter - Windows 7 Home Basic - Windows 7 Home Premium - Windows 7 Professional - Windows 7 Enterprise - Windows 7 Ultimate - Windows Thin PC Vegeu Edicions de Windows 7 | 7601 (Service Pack 1)     |
| Windows Vista               | 30 Gener 2007    | NT 6.0  | - Windows Vista Starter - Windows Vista Home Basic - Windows Vista Home Premium - Windows Vista Business - Windows Vista Enterprise - Windows Vista Ultimate Vegeu Edicions de Windows | 6002 (Service Pack 2)     |
| Windows XP Professional x64 | 25 Abril 2005    | NT 5.2  | N/A | 3790 (Service Pack 2)     |
| Windows XP                  | 25 Octubre 2001  | NT 5.1  | - Windows XP Starter - Windows XP Home - Windows XP Professional - Windows XP 64-bit Edition - Windows Fundamentals for Legacy PCs (8 Juliol 2006) Vegeu Edicions de Windows XP | 2600 (Service Pack 3)     |
| Windows ME                  | 14 Setembre 2000 | 4.90    | N/A | 3000                      |
| Windows 2000                | 17 Febrer 2000   | NT 5.0  | Professional | 2195                      |
| Windows 98                  | 25 Juny 1998     | 4.10    | - Windows 98 - Windows 98 Second Edition (23 Abril 1999) | 2222 A                    |
| Windows NT 4.0              | 24 Agost 1996    | NT 4.0  | Windows NT 4.0 Workstation | 1381 (Service Pack 6a)    |
| Windows 95                  | 24 Agost 1995    | 4.00    | - Windows 95 - Windows 95 SP1 (31 Desembre 1995) - Windows 95 OSR1 (14 Febrer 1996) - Windows 95 OSR2 (24 Agost 1996) - Windows 95 USB Supplement to OSR2 (27 Agost 1997) - Windows 95 OSR2.1 (27 Agost 1997) - Windows 95 OSR2.5 (26 Novembre 1997)                                                           | 950                       |
| Windows NT 3.51             | 30 Maig 1995     | NT 3.51 | Windows NT 3.51 Workstation | 1057                      |
| Windows NT 3.5              | 21 Setembre 1994 | NT 3.50 | Windows NT 3.5 Workstation | 807                       |
| Windows 3.2                 | 22 Novembre 1993 | 3.2     | Simplified Chinese only |                           |
| Windows for Workgroups 3.11 | Novembre 1993    | 3.11    | N/A |                           |
| Windows NT 3.1              | 27 Juliol 1993   | NT 3.10 | Windows NT 3.1 | 528                       |
| Windows 3.1                 | Abril 1992       | 3.10    | - Windows 3.1 - Windows for Workgroups 3.1 (Octubre 1992) |                           |
| Windows 3.0                 | 22 Maig 1990     | 3.00    | N/A |                           |
| Windows 2.11                | 13 Març 1989     | 2.11    | - Windows/286 - Windows/386 |                           |
| Windows 2.10                | 27 Maig 1988     | 2.10    | - Windows/286 - Windows/386 |                           |
| Windows 2.03                | 9 Desembre 1987  | 2.03    | N/A |                           |
| Windows 1.04                | Abril 1987       | 1.04    | N/A |                           |
| Windows 1.03                | Agost 1986       | 1.03    | N/A |                           |
| Windows 1.02                | Maig 1986        | 1.02    | N/A |                           |
| Windows 1.01                | 20 Novembre 1985 | 1.01    | N/A |                           |

## Versions de servidors
| Nom                    | Data de llançament | Versió  | Edicions |
| ---------------------- | ------------------ | ------- | --- |
| Windows Server 2019    | 2018               | NT 10.0 | - Windows Server 2019 Essentials - Windows Server 2019 Standard - Windows Server 2019 Datacenter |
| Windows Server 2016    | 2016               | NT 10.0 | - Windows Server 2016 Essentials - Windows Server 2016 Standard - Windows Server 2016 Datacenter |
| Windows Server 2012 R2 | 2013               | NT 6.3  | - Windows Server 2012 R2 Foundation - Windows Server 2012 R2 Essentials - Windows Server 2012 R2 Standard - Windows Server 2012 R2 Datacenter |
| Windows Server 2012    | 2012               | NT 6.2  | - Windows Server 2012 Foundation - Windows Server 2012 Essentials - Windows Server 2012 Standard - Windows Server 2012 Datacenter - Windows MultiPoint Server 2012 |
| Windows Server 2008 R2 | 2009               | NT 6.1  | - Windows Server 2008 R2 Foundation - Windows Server 2008 R2 Standard - Windows Server 2008 R2 Enterprise - Windows Server 2008 R2 Datacenter - Windows Server 2008 R2 for Itanium-based Systems - Windows Web Server 2008 R2 - Windows Storage Server 2008 R2 - Windows HPC Server 2008 R2 - Windows Small Business Server 2011 - Windows MultiPoint Server 2011 - Windows Home Server 2011 - Windows MultiPoint Server 2010 |
| Windows Server 2008    | 2008               | NT 6.0  | - Windows Server 2008 Standard - Windows Server 2008 Enterprise - Windows Server 2008 Datacenter - Windows Server 2008 for Itanium-based Systems - Windows Server Foundation 2008 - Windows Essential Business Server 2008 - Windows HPC Server 2008 - Windows Small Business Server 2008 - Windows Storage Server 2008 - Windows Web Server 2008                                                                             |
| Windows Server 2003 R2 | 2006               | NT 5.2  | - Windows Small Business Server 2003 R2 - Windows Server 2003 R2 Web Edition - Windows Server 2003 R2 Standard Edition - Windows Server 2003 R2 Enterprise Edition - Windows Server 2003 R2 Datacenter Edition - Windows Compute Cluster Server 2003 (CCS) - Windows Storage Server - Windows Home Server |
| Windows Server 2003    | 2003               | NT 5.2  | - Windows Small Business Server 2003 - Windows Server 2003 Web Edition - Windows Server 2003 Standard Edition - Windows Server 2003 Enterprise Edition - Windows Server 2003 Datacenter Edition - Windows Storage Server |
| Windows 2000           | 17 Febrer 2000     | NT 5.0  | - Windows 2000 Server - Windows 2000 Advanced Server - Windows 2000 Datacenter Server |
| Windows NT 4.0         | 29 Juliol 1996     | NT 4.0  | - Windows NT 4.0 Server - Windows NT 4.0 Server Enterprise - Windows NT 4.0 Terminal Server Edition |
| Windows NT 3.51        | Juny 1995          | NT 3.51 | Windows NT 3.51 Server |
| Windows NT 3.5         | Setembre 1994      | NT 3.50 | Windows NT 3.5 Server |
| Windows NT 3.1         | Agost 1993         | NT 3.10 | Windows NT 3.1 Advanced Server |

## Versions per a dispositius
| Nom                             | Data de llançament      | Versió | Basat en... | Venut als següents dispositius                                   |
| ------------------------------- | ----------------------- | ------ | ----------- | ---------------------------------------------------------------- |
| Windows RT 8.1                  | 18 Octubre 2013         | NT 6.3 | Windows 8.1 | ARM-based tablet computers                                       |
| Windows RT                      | 26 Octubre 2012         | NT 6.2 | Windows 8   | ARM-based tablet computers                                       |
| Windows XP Tablet PC Edition    | Novembre 2002           | NT 5.1 | Windows XP  | Microsoft Tablet PC                                              |
| Windows XP Media Center Edition | 2002, 2003, 2004 i 2005 | NT 5.1 | Windows XP  | Home theater PCs, network attached storage (NAS) i set-top boxes |

### Dispositius mòbils
Els dispositius mòbils inclouen smartphones, tablets i altres.
- Windows 10 Mobile
- Windows Phone
  - Windows Phone 8.1
  - Windows Phone 8
  - Windows Phone 7.8
  - Windows Phone 7.5
  - Windows Phone 7
- Windows Mobile
  - Windows Mobile 6.5
  - Windows Mobile 6.1
  - Windows Mobile 6.0
  - Windows Mobile 5.0
  - Windows Mobile 2003 SE
  - Windows Mobile 2003
  - Pocket PC 2002
  - Pocket PC 2000

### Dispositius integrats
- Windows Embedded
  - Windows Embedded 8
  - Windows Embedded Automotive
  - Windows Embedded Industry
  - Windows XP Embedded
  - Windows NT 4.0 Embedded – Abreujat "NTe", és una edició del Windows NT 4.0 orientat a màquines que no són ordinadors però que es consideren ordinadors per se. És el mateix sistema que l'estandard Windows NT 4.0, però empaquetat en una base de dades de components i dependències, des d'on un desarrotllador pot escollir components individuals per a fer uns CDs d'instal·lació personalitzats i imatges d'inici de disc dur. El Windows NT 4.0 Embedded inclou el Service Pack 5.
- Windows Embedded Compact
  - Windows Embedded Compact 2013
  - Windows Embedded Compact 7
  - Windows Embedded CE 6.0 (2006)
  - Windows CE 5.0 (2005), amb una versió per a smartphones i PDAs venut com a Windows Mobile 5.0
  - Windows CE 4.2 (2004), amb una versió per a smartphones i PDAs venut com a Windows Mobile 2003 SE
  - Windows CE 4.1 (2003), amb una versió per a smartphones i PDAs venut com a Pocket PC 2003
  - Windows CE 4.0 (2002),amb una versió per a smartphones i PDAs venut com a Pocket PC 2002
  - Windows CE 3.0 (2000 Juliol), amb una versió per a smartphones i PDAs venut com a Pocket PC 2000
  - Windows CE 2.12 (1999 Agost)
  - Windows CE 2.11 (1998 Octubre)
  - Windows CE 2.1 (1998 Juliol)
  - Windows CE 2.0 (1998 Novembre)
  - Windows CE 1.0 (1995 Novembre)

## Versions cancel·lades
- Windows Odyssey – una versió que pretenia ésser una actualització del codi del Windows NT 5.x. Els
- Windows Mobile 7 (o Photon) - originalment successor del Windows Mobile.[2][3]
- Windows Neptune (27 desembre 1999) – la primera de Windows NT pensada com a variant de consumidor, basat en Windows 2000. Es va enviar una primera versió als testers, però mai es va alliberar.[4]
- Windows Nashville (2 maig 1996) – també conegut com a Windows 96
- Caire (29 febrer 1996) – un "sistema operatiu real orientat a objecte", planejat després de Windows NT 4.0.